# Боуи, Тори
Френториш (Тори) Боуи (англ. Frentorish "Tori" Bowie; 27 августа 1990, Санд-Хилл, Миссисипи — 23 апреля 2023[…], Хоризон-Уэст, Флорида) — американская легкоатлетка, бегунья на короткие дистанции и прыгунья в длину. Олимпийская чемпионка 2016 года и двукратная чемпионка мира 2017 года.

## Карьера
Чемпионка США 2015 года в беге на 100 метров. Участница чемпионата мира в помещении 2014 года в прыжках в длину, где с результатом 6,12 м не смогла пробиться в финал.
На чемпионате мира 2015 года в Пекине завоевала бронзу на дистанции 100 метров.
На Олимпиаде 2016 года завоевала золото в женской эстафете 4×100 метров, а также серебро (на 200 метров) и бронзу (100 метров).
На чемпионате мира 2017 года в Лондоне выиграла две золотые медали: на дистанции 100 метров и в эстафете 4×100 метров.
На чемпионате мира 2019 года в Дохе заняла 4-е место в прыжках в длину (6,81 м). На дистанции 100 метров не вышла на старт в полуфинале из-за травмы.
После 2019 года фактически завершила карьеру, хотя выходила на старт в США в 2021 и 2022 годах в беге на 100 и 200 метров, но высоких результатов не показывала.
Умерла не ранее 23 апреля и не позднее 2 мая 2023 года в возрасте 32 лет в своём доме во Флориде из-за осложнений во время беременности. Официально дата смерти указана как 23 апреля. Страдала от биполярного расстройства. Соболезнования среди прочих выразил и президент МОК Томас Бах.

## Достижения

### Бриллиантовая лига
- IAAF Diamond League Shanghai 2015 — 2-е место на 100 метров — 11,07[9]
- Prefontaine Classic 2015 — 3-е место в беге на 100 метров — 10,82[10]
- New York City — IAAF Diamond League — 1-е место в беге на 200 метров — 22,23[11]